# Región de Bakool
Bakool (somalí: Bakool; árabe:باكول Bākawl) es una región (gobolka) de Somalia central. Su capital es Xuddur. Limita con Etiopía y las regiones somalíes de Hiiraan, Bay y Gedo. Tiene una población estimada de 357.000.

## Distritos
- Ceelbare
- Rabdhuure
- Tiyeegloow
- Waajid
- Xuddur